# Bartoňov
Bartoňov (německy Bartelsdorf) je vesnice, část obce Ruda nad Moravou v okrese Šumperk. Oblast je obsluhována železniční trasou č. 292, zastávka Bartoňov.

## Název
Název je spojen s osobním jménem Bartoň, což je krátká forma jména Bartoloměj. 

## Historie
První písemná zmínka o vesnici pochází z roku 1411.
Bartoňovské panství bylo drženo rodem Žerotínů do roku 1622, rodem Odkolků z Oujezdce do roku 1622 a rodem Lichtensteinů do pádu feduálního systému v roce 1848. V roce 1871 byla otevřena škola, která fungovala do roku 1976.
V letech 1850–1950 byla samostatnou obcí, v letech 1961–1979 byla vesnice sloučením dvou bývalých obcí Bartoňov a Radomilov součástí obce Bartoňov-Radomilov a od 1. ledna 1980 se stala součástí obce Ruda nad Moravou.

## Kulturní památky
Ve vsi jsou registrovány tyto památkově chráněné objekty:
- rolnická usedlost čp. 3 se stodolou – obytný dům je lidovou architekturou z první poloviny 19. století s arkádovou náspí, stodola pochází ze stejné doby